# Oryks
Oryks (Oryx) – rodzaj ssaków z podrodziny antylop (Antilopinae) w obrębie rodziny wołowatych (Bovidae). Oryksy znane były już starożytnym Egipcjanom, którzy często przedstawiali ich wizerunki na reliefach. 

## Rozmieszczenie geograficzne
Rodzaj obejmuje gatunki występujące w Afryce i na Półwyspie Arabskim. 

## Morfologia
Długość ciała 153–235 cm, długość ogona 37–60 cm, długość ucha 197–23 cm, długość tylnej stopy 47–52 cm, wysokość w kłębie 81–125 cm; długość rogów 70–150 cm; masa ciała samic 54–210 kg, samców 65–240 kg. Wzór zębowy: I {\displaystyle {\tfrac {0}{3}}} C {\displaystyle {\tfrac {0}{1}}} P {\displaystyle {\tfrac {3}{3}}} M {\displaystyle {\tfrac {3}{3}}} (x2) = 44.

## Systematyka
Rodzaj zdefiniował w 1816 roku francuski zoolog i anatom Henri Marie Ducrotay de Blainville w artykule zatytułowanym O kilku gatunkach ssaków z rzędu przeżuwaczy, opublikowanym w czasopiśmie „Bulletin de la Société philomathique de Paris”. De Blainville wymienił kilka gatunków – Antilope gazella Pallas, 1766, Antilope equina É. Geoffroy Saint-Hilaire, 1803, †Antilope leucophaea Pallas, 1766, Antilope oryx Pallas, 1777 (= Capra gazella Linnaeus, 1758) i Antilope leucoryx Pallas, 1777 – z których gatunkiem typowym jest (absolutna tautonimia) Antilope oryx Pallas, 1777 (oryks południowy).

### Etymologia
- Oryx (Onyx): gr. ορυξ orux, ορυγος orugos ‘antylopa o spiczastych rogach’[12].
- Aegoryx: gr. αιξ aix, αιγος aigos ‘koza, kozioł’[13]; ορυξ orux, ορυγος orugos ‘antylopa o spiczastych rogach’[14]. Gatunek typowy (oryginalne oznaczenie): Cemas algazel Oken, 1816 (= Antilope dammah Cretzschmar, 1827).
- Sivoryx: Siwalik, Indie[15]; rodzaj Oryx de Blainville, 1816. Gatunek typowy (oryginalne oznaczenie): †Sivoryx cautleyi Pilgrim, 1939 (= †Antilope sivalensis Lydekker, 1878).
- Praedamalis: łac. prae ‘zanim, przed’[16]; rodzaj Damalis J.E. Gray, 1846 (sasebi). Gatunek typowy (oryginalne oznaczenie): †Praedamalis deturi Dietrich, 1950.
- Aeotragus: gr. αιων aiōn ‘okres istnienia, generacja’[17]; τραγος tragos ‘kozioł’[18]. Gatunek typowy (oryginalne oznaczenie): †Aeotragus garussi Dietrich, 1950 (= †Praedamalis deturi Dietrich, 1950).

### Podział systematyczny
W zależności od ujęcia systematycznego do rodzaju zalicza się 4 lub 6 (wyodrębnione z O. beisa – O. gallarum i O. callotis) występujących współcześnie gatunków; tutaj klasyfikacja za Mammals Diversity Database i All the Mammals of the World (2023):
| Grafika | Gatunek       | Autor i rok opisu   | Nazwa zwyczajowa | Podgatunki         | Rozmieszczenie geograficzne | Podstawowe wymiary                         | Status IUCN |
| ------- | ------------- | ------------------- | ---------------- | ------------------ | --- | ------------------------------------------ | ----------- |
|         | Oryx beisa    | (Rüppell, 1835)     | oryks pręgoboki  | 3 podgatunki       | obecnie występuje głównie w Etiopii, północnej i wschodniej Kenii, północno-wschodniej Tanzanii i niewielka populacja w Sudanie Południowym (Park Narodowy Boma); zakres wysokości: 0–1700 m n.p.m.                | DC: 153–170 cm DO: 45–50 cm MC: 116–209 kg | EN          |
|         | Oryx gazella  | (Linnaeus, 1758)    | oryks południowy | gatunek monotypowy | strefa sucha w Namibii, większości Botswany, Południowej Afryce (Prowincja Przylądkowa Północna, nieznacznie dalej na wschód i południe), Zimbabwe oraz południowo-zachodniej Angoli (gdzie prawdopodobnie wymarł) | DC: 180–195 cm DO: 48–52 cm MC: 190–240 kg | LC          |
|         | Oryx dammah   | (Cretzschmar, 1827) | oryks szablorogi | gatunek monotypowy | pierwotnie występował na północnym i południowym krańcu pustyni Sahara; reintrodukowany w Czadzie, Tunezji i Senegalu                                                                                              | DC: 159–175 cm DO: 37–44 cm MC: 180–200 kg | EN          |
|         | Oryx leucoryx | (Pallas, 1777)      | oryks arabski    | gatunek monotypowy | wymarły na wolności do 1972 r.; wolno żyjące zwierzęta zostały ponownie wprowadzone w Izraelu, Jordanii, południowo-zachodniej Arabii Saudyjskiej, Zjednoczonych Emiratach Arabskich i środkowo-zachodnim Omanie   | DC: 153–235 cm DO: 45–60 cm MC: 54–75 kg   | VU          |

Kategorie IUCN:  LC  – gatunek najmniejszej troski,  VU  – gatunek narażony,  EN  – gatunek zagrożony.
Opisano również kilka gatunków wymarłych:
- Oryx deturi (Dietrich, 1950)[5] (plejstocen)
- Oryx eleulmensis Arambourg, 1979[21] (plejstocen)
- Oryx howelli (Vrba & Gatesy, 1994)[22] (pliocen)
- Oryx sivalensis (Lydekker, 1878)[23] (miocen)